# WMAConvert
WMAConvert — програма, яку використовують для конвертації захищених DRM WMA, M4P та AAC файлів (формати, які використовують iTunes, URGE, Wal-Mart, Napster і Yahoo! Music для оминання DRM захисту (спеціальний захист, який дозволяє програвати музичні файли тільки на комп'ютері, з якого вони були придбані). По суті це означає, що ви отримуєте можливість зберегти переконвертовані файли на будь-який носій і прослуховувати їх на будь-якому програвачі.
Програма виконує конвертацію в .AAC, .WAV або .MP3 формат.  Щоб виконати конвертацію, вам необхідна дійсна ліцензія для музичних файлів.
Аби відтворити музичні файли програма використовує Windows Media Player або iTunes. Максимальна швидкість конвертації 13х.